# Efeito fotovoltaico
O efeito fotovoltaico é a criação de tensão elétrica ou de uma corrente elétrica correspondente num material, após a sua exposição à luz. Embora o efeito fotovoltaico esteja diretamente relacionado com o efeito fotoelétrico, trata-se de processos diferentes. No efeito fotoelétrico, os elétrons são ejetados da superfície de um material após exposição a radiação com energia suficiente. O efeito fotovoltaico é diferente porque os elétrons gerados são transferidos entre bandas diferentes (i.e., da banda de valência para a banda de condução) dentro do próprio material, resultando no aparecimento de tensão elétrica entre dois eletrodos.
Na maioria das aplicações fotovoltaicas a radiação é a luz solar e, por esta razão, os dispositivos são conhecidos como células solares. No caso de uma célula solar de junção PN, a iluminação do material cria uma corrente elétrica à medida que os elétrons excitados e os buracos remanescentes são arrastados em sentidos opostos pelo campo elétrico da região de depleção.
O efeito fotovoltaico foi observado pela primeira vez por Alexandre-Edmond Becquerel em 1839.